# Saint-Georges-de-Chesné
Saint-Georges-de-Chesné är en kommun i departementet Ille-et-Vilaine i regionen Bretagne i nordvästra Frankrike. Kommunen ligger i kantonen Saint-Aubin-du-Cormier som tillhör arrondissementet Fougères-Vitré. År 2018 hade Saint-Georges-de-Chesné 708 invånare.

## Befolkningsutveckling
Antalet invånare i kommunen Saint-Georges-de-Chesné
Referens:INSEE